# 1269
1269 (MCCLXIX) a fost un an obișnuit al calendarului gregorian.

## Evenimente
- 28 august: Lucera este ocupată de Carol I de Anjou.
- 8 septembrie: Idris al II-lea este asasinat în Marrakesh; sfârșitul dinastiei Almohazilor din Africa de nord; dinastia berberă a Marinizilor preia controlul asupra întregii regiuni a Marocului.
- 27 octombrie: Regele Ottokar al II-lea al Boemiei moștenește Carintia și parte din Carniola, devenind cel mai puternic monarh de pe teritoriul Imperiului romano-german.

### Nedatate
- februarie: Carol I de Anjou începe asediul asupra cetății Lucera, ultimul bastion musulman în Apulia.
- Ludovic al IX-lea al Franței face pregătiri pentru Cruciada a opta; se pregătesc nave de război la Genova și Marsilia.
- Mamelucii cuceresc Mecca.
- Prima mențiune documentară a orașului Deva.

## Arte, Știință, Literatură și Filosofie
- Începe construirea castelului Blair din Scoția, din inițiativa lui John Comyn.
- Pierre de Maricourt perfecționează busola.

## Nașteri
- 9 octombrie: Ludovic al III-lea, duce de Bavaria (d. 1296)
- Huang Gongwang, pictor chinez (d. 1354)
- Philippe d'Artois, fiul lui Robert al II-lea de Artois (d. 1298)

## Decese
- Idris al II-lea, conducător Almohad (n. ?)
- Sordello da Goito, poet italian (n. ?)

## Înscăunări
- 24 septembrie: Hugh al III-lea, rege al Ciprului și Ierusalimului (1269-1284).